# Кемал Цурић
Кемал Цурић (рођен 17. фебруара 1978.) је босанско-њемачки дизајнер аутомобила рођен у Сарајеву. Цурић је најпознатији по свом раду у Форду, где је био одговоран за бројне концептуалне и производне аутомобиле.

## Биографија
Цурић је рођен у Сарајеву, Босна и Херцеговина, због рата у БиХ, преселио се у Дортмунд, Њемачка 1995. године. Дипломирао је индустријски дизајн на Универзитету Вупертал 2003. године и почео да ради за Форд 2004. године, прво као дизајнер ентеријера, а од 2006. као дизајнер екстеријера на програму Форд Фоцус за 2011. годину. Цурић је добио награду за дизајн мотива ентеријера за студентски рад 2005. године. Године 2009. и 2010. био је гостујући говорник на Конференцији о дизајну аутомобила у Загребу. Након што је његов предлог дизајна победио на интерном конкурсу за дизајн С550 Мустанг програма у децембру 2010. године, у јануару 2011. преселио се у Форд Северна Америка у Дирборну и постао водећи дизајнер екстеријера за Форд мустанг. Након одобрења за дизајн каросерије за С550 Мустанг у децембру 2012. године, преузео је позицију менаџера дизајна Мустанга у јануару 2013.

## Најважнији пројекти
- Форд мустанг (С550), екстеријер, (2012)
- Форд вертрек, концепт, екстеријер (2010)
- Форд фјужн/мондео, екстеријер (2010)
- Форд ескејп/куга (III) (2009)
- Форд фокус (III) караван, екстеријер (2009)
- Форд фокус (III) 5др, екстеријер (2008)
- Форд куга, екстеријер (2007)
- Форд јосис икс, концепт, ентеријер (2006)
- Форд јосис концепт, унутрашњост (2005)
- Форд ка (II), ентеријер (2004)
- Форд Фијеста, ентеријер (2004)